# Directori francès
El Directori fou el sistema de govern vigent durant la Primera República Francesa entre el 4 de brumari de l'any IV (26 d'octubre de 1795) i el 18 de brumari de l'any VIII (9 de novembre de 1799). Va venir després de la Convenció Nacional i fou succeït pel Consolat

## Història
Segons la Constitució de l'any III, els cinc membres del Directori eren elegits pel Consell d'Ancians; cada any un dels directors, designat per sorteig, havia de cedir el lloc. Els cinc primers directors foren Reubell, Barras, La Révellière Lépeaux, Carnot i  Letourneur.
Després del cop d'estat del 18 de fructidor de l'any V (4 de setembre de 1797), el Directori caigué sota control d'un triumvirat:Reubell, Barras i La Révellière Lépeaux.
Durant l'època del Directori, considerat com el moment de la República burgesa o dels propietaris, van produir-se els èxits militars de Napoleó, Kléber, Desaix, Masséna i Moreau.
La política interior va anar encaminada a apagar les passions i els odis encesos durant el Règim del Terror evitant l'ús de mètodes criminals en el govern, tot i així, com que, sobretot durant el govern de Barras, el Directori esdevingué sinònim de corrupció i malbaratament, les finances públiques arribaren a la fallida a causa de la inflació que dugué a la davaluació de l'assignat. A més, eren freqüents les lluites entre els directors.
Sieyès i els seus seguidors designaren Joubert per dur a terme el cop d'estat que planejaven contra el Directori; tanmateix, Joubert va morir en la batalla de Novi el 28 de termidor de l'any VII (15 d'agost de 1799), amb la qual cosa els conspiradors passaren a pensar en Napoleó com a executor del seu cop, el qual s'esdevingué el cop d'estat del 18 de Brumari de l'any VIII (9 de novembre de 1799), el triomf del qual significà l'abolició del Directori i la instauració del Consolat

## Llista de directors
- Elegits el 10 de brumari de l'any IV (1 de novembre de 1795)

Jean-François Reubell (o Rewbell) (1747-1807)
Paul de Barras (1755-1828)
Louis-Marie de La Révellière-Lépeaux (1753-1824)
Étienne-François Le Tourneur (1751-1817)
Lazare Carnot (1753-1823)
- Remodelació de juny de 1796 :

François de Barthélemy (1747-1830) substitueix Étienne-François Letourneur, designat per sorteig.
- Remodelació del 18 de fructidor de l'any V (4 de setembre de 1797) :

Philippe-Antoine Merlin de Douai (1754-1838) i Nicolas-Louis François de Neufchâteau (1750-1828) substitueixen François de Barthélémy i Lazare Carnot, als quals s'havia declarat proscrits.
- Remodelació del 20 de floreal de l'any VI (15 de maig de 1798) :

Jean-Baptiste Treilhard (1742-1810) substitueix Nicolas-Louis François de Neufchâteau, designat per sorteig.
- Remodelació del 21 de floreal de l'any VII (16 de maig de 1799) :

Joseph Sieyès (1748-1836) substitueix Jean-François Reubell, designat per sorteig.
- Remodelació del Cop d'estat del 30 de pradial (18 de juny de 1799) :

Louis Gohier (1746-1830) substitueix Jean-Baptiste Treilhard, l'elecció del qual havia estat declarat nul·la al cap de tretze mesos ;
Roger Ducos (1747-1816) i el general Jean-François Moulin (1752-1810) substitueixen La Révellière-Lépeaux i Merlin de Douai, obligats a dimitir.

## Els Increïbles i les Meravelloses
Després d'haver patit el Terror, durant el Directori va donar-se una gran joia de viure entre l'alta societat parisenca en què tant les dones -dites les Meravelloses- i els homes -dits els Increïbles- es lliuren amb passió a una moda excèntrica, extravagant i ostentosa.
Aquesta joventut daurada, que gasta sense mesura la seva fortuna aconseguida amb la venda als exèrcits i l'especulació, acostuma a fer les seves trobades als llocs de moda de París com ara teatres, restaurants, salons de ball, etc.: el Tivoli o Frascati, els Camps-Elisis o la galeria del Palais-Royal. Les meravelloses més destacades foren Mademoiselle Lange, Madame Tallien, Madame Récamier, Beauharnais i Hamelin. El seu protector era Barras, qui, amb les seves luxoses festes, es formà la seva cort de monàrquics i jacobins penedits. A més, hi ha una gran llibertat de costums: hom es divorcia per tornar-se a casar i tornar-se a divorciar ràpidament. Tot aquest ambient de disbauxa es va haver de moderar amb l'arribada del Consolat.

## Església i Estat
L'Església Catòlica Romana va patir importants pèrdues de propietat i influència política durant la Revolució Francesa. Els sacerdots, que es van negar a prestar jurament a la Constitució Civil del Clergat van emigrar o van ser expulsats de França sota pena de mort. Els béns de l'església, des de les catedrals fins als canelobres, van ser confiscats i venuts. Es van prohibir les cerimònies eclesiàstiques, fet que va fer que els serveis religiosos clandestins es fessin a les cases particulars. Durant el Regne del Terror, a instàncies de Robespierre, la Convenció Nacional, el 7 de maig de 1794, va proclamar una nova religió, el Culte a l'Esser Suprem, que en poc més d'un any va conduir a la Reacció Termidoriana, i a la caiguda i execució de Robespierre. L'Església Catòlica Romana havia estat la religió oficial de l'estat durant la monarquia, i els Directors eren tots republicans antireligiosos, però el Directori, amb algunes excepcions, no va intentar imposar cap visió religiosa particular i la seva política cap als sacerdots i les institucions religioses van canviar en funció dels esdeveniments polítics. Després de la caiguda de Robespierre, la repressió contra l'Església es va atenuar i, tot i que la política de repressió es va mantenir, moltes esglésies, sobretot a les províncies, van tornar a obrir, i els sacerdots exiliats van començar a tornar tranquil·lament.
El novembre de 1797, treballant amb el nou Calendari republicà, la setmana del qual té deu dies, el Directori va substituir els diumenges i les festes religioses per celebracions republicanes. El desè dia de la setmana, anomenat decadi, va ser designat per substituir el diumenge. A les esglésies que encara funcionaven amb sacerdots constitucionals se'ls va ordenar que fessin missa el decadi, en lloc del dia que hauria estat diumenge en el calendari anterior, i decadi es va convertir en el dia oficial no laborable: els empleats del govern lliuraven i es van tancar escoles, botigues i mercats. Per substituir els dies de sants i religioses, es van crear tot un seguit de festes seculars, a més de les celebracions patriòtiques ja establertes, com el 14 de juliol i dates importants de la Revolució Francesa. També hi havia dies especials, com ara, “el dia de la sobirania del poble”; "el dia de la joventut"; "el dia dels cònjuges"; "el dia de l'agricultura" i "el dia de la gent gran". A determinades esglésies se'ls va donar noms nous: la catedral Notre Dame de Paris va passar a anomenar-se "Temple de l'Ésser Suprem", Saint-Étienne-du-Mont es va convertir en el "Temple de la pietat filial". Durant el decadi, els sacerdots constitucionals que feien oficis estaven obligats a compartir l'espai amb altres religions i associacions republicanes que volguessin utilitzar els edificis. Les grans esglésies estaven dividides en seccions per a l'ús de diverses religions.
Una nova religió, la Teofilantropia, havia estat fundada l'any 1796 per un maçó impressor i llibreter anomenat Jean-Baptiste Chemin-Dupontès (1760–1852?). Fou encoratjat pel director La Révellière-Lépeaux i el Ministeri de l'Interior, amb el pagament de l'estat pel seu diari. Els membres creien en Déu i en la immortalitat de l'ànima, però no en el pecat original. La secta era semblant en la forma al Calvinisme, amb lectures en veu alta de textos, himnes i sermons. Amb el suport del Directori, la secta va rebre quatre esglésies a París, incloent Saint-Roch, Saint-Sulpice i, l'abril de 1798, Notre-Dame de París, així com esglésies a Dijon, Poitiers i Bordeus. Entre els membres de la secta hi havia algunes figures destacades, com el general Hoche, l'industrial Éleuthère Irénée du Pont, el pintor Jean-Baptiste Regnault i el filòsof i activista polític nord-americà Thomas Paine. A partir del maig de 1798, però, el Directori va començar a retirar el suport de la recentment establerta secta deista, que considerava massa propera als jacobins. La secta encara tenia divuit esglésies el 1799, però el 1801 fou abolida per Bonaparte.
A Itàlia, l'exèrcit francès va atacar els Estats Pontificis governats per l'Església Catòlica Romana a Itàlia. El febrer de 1797, Bonaparte va ocupar Ancona per obligar el papa Pius VI a negociar. El papa es va veure obligat a cedir Ancona i la part nord dels seus estats, creant la República Anconina, patrocinada per França. L'or i la plata del tresor del Vaticà van ser portats a França per ajudar a mantenir la moneda francesa. Després dels disturbis antifrancesos a Roma el desembre de 1797, un exèrcit francès al comandament de Berthier va entrar a Roma i va proclamar una República Romana. Pius VI va ser fet presoner per l'exèrcit francès i traslladat a Valence a França, on va ser mantingut presoner fins a la seva mort el 1801.

## Educació i ciència
El sistema educatiu de França es trobava en un estat caòtic al començament del Directori. El Col·legi de la Sorbona i la majoria dels altres col·legis de la Universitat de París havien estat tancats a causa de la seva estreta associació amb l'Església Catòlica, i no es van reobrir fins al 1808. Les escoles dirigides per l'Església Catòlica també es van tancar i es va prohibir qualsevol classe d'instrucció religiosa. El govern dels jacobins durant la Convenció va crear diverses institucions científiques noves, però s'havia concentrat en l'educació primària, que va decretar que havia de ser obligatòria i gratuïta per a tots els joves, però hi havia pocs professors disponibles. En prohibir l'educació religiosa, apoderar-se de la propietat de l'Església i expulsar el clergat, van tancar efectivament la major part del sistema educatiu del país.
A l'inici del període, el Directori va capgirar la política de l'ensenyament obligatori i gratuït per a tothom, en gran part per la manca de diners per pagar els professors. El Directori va començar a crear un sistema d'escoles centrals, amb l'objectiu d'una a cada departament, que els nois poguessin assistir a partir dels dotze anys, amb un currículum complet de ciències, història i literatura. L'estat va pagar una part del cost, mentre que cada estudiant també pagava una taxa al professor. Les noves escoles tenien biblioteques (la majoria confiscades a la noblesa), petits jardins botànics i museus d'història natural. Per primera vegada a les escoles franceses, el francès en comptes del llatí va ser la base de l'educació. Tres d'aquestes escoles es van organitzar a París; dos d'ells es van convertir més tard en el famós Lycée Henri-IV i Lycée Charlemagne. Però al final del Directori només hi havia 992 alumnes a les tres escoles de París.
Per a l'educació primària, cada arrondissement de París tenia una escola per a nois i una altra per a noies, i se suposava que cada comuna del país tenia la mateixa. Com que l'estat no tenia diners, els mestres eren pagats per la comuna o pels estudiants. Una vegada que un estudiant va aprendre a llegir, escriure i comptar, es graduava. Als pobles, l'escola s'ubicava sovint a l'antiga església, i s'esperava que els mestres, com a part de les seves funcions, portéssin aigua, netegessin l'església, toquessin les campanes i, quan fos necessari, cavessin sepultures al cementiri.
Les opcions eren més grans per als nens de la classe mitjana i alta, ja que aquestes famílies tenien tutors, o enviaven els seus fills a escoles privades, però per a bona part de la població l'escolarització era mínima. Hi havia 56 escoles públiques al departament del Sena, que per la població haurien d'haver tingut almenys 20.000 alumnes; però només tenien entre 1.100 i 1.200.
Les guerres contínues durant el Directori també van tenir el seu efecte en l'educació. A partir de l'octubre de 1797, els nois de les escoles públiques estaven obligats a participar en exercicis militars periòdics, i el Directori va establir cinc escoles militars, anomenades Écoles de Mars, per a un total de 15.000 alumnes. L'assistència era un requisit per accedir a les escoles superiors d'enginyeria i obres públiques.
El Directori va centrar la seva atenció en l'educació secundària i sobretot en la creació d'escoles superiors especialitzades per a la formació de directius, jutges, metges i enginyers, per a la qual es feia una necessitat immediata i urgent. L'École Polytechnique havia estat fundada per un membre del Directori, Lazare Carnot i el matemàtic Gaspard Monge, el 1794. L'escola es va convertir en l'escola d'enginyeria i obres públiques més prestigiosa de França. Tanmateix, al final del Directori encara no hi havia escoles de dret, i només dues escoles de medicina fora de París.
El Institut de France també va ser fundat el 1795 per Lazare Carnot i Monge, per reunir els científics i investigadors, que abans havien treballat en acadèmies separades, per compartir coneixements i idees. Es va dividir en tres grans seccions: ciències físiques i matemàtiques; ciència moral i política; i la literatura i les belles arts. Va organitzar la gran festa de científics i estudiosos que van acompanyar Napoleó a Egipte, que van descobrir tresors com la Pedra Rosetta, que va permetre desxifrar els jeroglífics egipcis. Un dels primers membres i portaveus de l'Institut de France va ser Napoléo Bonaparte, que va substituir Carnot després que aquest fou destituït del Directori i abandonés França.